# Formuła (Energylandia)
Formuła est un parcours de montagnes russes lancées du parc Energylandia situé à Zator en Pologne.